# Nicanor Mujica Álvarez-Calderón
Nicanor Mujica Álvarez-Calderón (Lima, 23 de marzo de 1913 - Ibidem, 30 de julio del 2003) fue un político y embajador peruano. Fue miembro del Partido Aprista Peruano y desempeñó los cargos de diputado, senador y ministro de la Presidencia del Perú durante el primer gobierno de Alan García, siendo el primer titular de dicha cartera ministerial y ejerciendo el cargo desde 1985 hasta 1987. Fue también embajador del Perú en Francia.

## Biografía
Nicanor Mujica nació el 23 de marzo de 1913. Fue hijo de Elías Mujica Carassa y de María Álvarez-Calderón Castagnini.
Desde el año 1931 Mujica se apuntó como militante del Partido Aprista Peruano, partido político fundado por Víctor Raúl Haya de la Torre, y fue dirigente juvenil y encargado de conservar el Manuscrito de "El Antimperialismo y el Apra", una obra de Haya de la Torre. En 1939 fue deportado a Europa, debido a su militancia aprista.
En 1945 fue elegido como diputado aprista por la provincia de Huarochirí. Fue coordinador de la Célula Parlamentaria Aprista en el Ochenio de Manuel Odría ante el golpe de Estado del año 1948, permaneciendo luego en la clandestinidad.
En 1950 fue deportado a Guatemala. Durante el golpe de Estado de Guatemala en el año 1954, Hilda Gadea, entonces esposa de Ernesto "Che" Guevara, fue encarcelada y se declaró en Huelga de hambre cuando Juan Figueroa y Nicanor Mujica-Álvarez Calderón le visitaron. Nicanor Mujica-Álvarez Calderón le contó que se había enterado por Luis Manuel Peñalver Gómez, que el "Che" Guevara  estaba a salvo. Lo había buscado el Encargado de negocios de Argentina, Nicasio Juan Sánchez Toranzo, para convencerlo de que se asilara en su Embajada. Él aceptó ir sólo como huésped, pero su primera reacción fue de entregarse para que soltaran a Hilda Gadea. Todos los compañeros, tanto peruanos como venezolanos, así como el propio Sánchez Toranzo, le explicaron a Ernesto que no se entregara.
En 1955 Nicanor Mujica Álvarez-Calderón regresó al Perú, para ejercer el periodismo en "La Industria (Trujillo)".En 1963 fue elegido nuevamente diputado por Lima. Para la Legislatura de 1980 a 1885 fue elegido senador en el entonces Senado de la República del Perú.
Del 28 de julio de 1985 al 27 de junio de 1987 fue ministro de la Presidencia del Perú. Fue el primer dirigente del Ministerio de la Presidencia del Perú que fue fundado en el primer gobiernoAlan García.
De 1988 a 1990 fue embajador en París. Posteriormente formó parte de la oposición al gobierno de Alberto Fujimori y apoyó la Marcha de los Cuatro Suyos.

## Fallecimiento
El 30 de julio del año 2003, Nicanor Mujica falleció a los 90 años y sus restos fueron velados en la iglesia María Reina del distrito de San Isidro. Tras su deceso, el entonces presidente Alejandro Toledo lo homenajeó recordándolo como "un ejemplo para la política".